# Valentigney
Valentigney is een gemeente in het Franse departement Doubs (regio Bourgogne-Franche-Comté). De gemeente telde 10.624 inwoners op 1 januari 2022. De plaats maakt deel uit van het arrondissement Montbéliard. Hier was een van de eerste fabrieken van Peugeot gevestigd.

## Geschiedenis
De plaats werd voor het eerst vermeld in 1135. In de 13e eeuw hing de plaats af van de heerlijkheid Bélieu en vanaf 1424 van het graafschap Montbéliard. Zoals in andere plaatsen in het land van Montbéliard kreeg het protestantisme er vaste voet in de eerste helft van de 16e eeuw. In 1540 kwam er een protestantse gemeente en in 1574 een openbare school verbonden aan de protestantse kerk. In 1588 werd het dorp geplunderd en ook tijdens de Dertigjarige Oorlog had Valentigney te lijden onder oorlogsgeweld. 
In 1793 werd de streek aangehecht bij Frankrijk. In 1820 en in 1830 werden ateliers van de firma Peugeot gebouwd aan de oevers van de Doubs. Er kwam ook een brug over de rivier waardoor de gemeente verder werd ontsloten. Valentigney veranderde in de loop van de 19e en de 20e eeuw van een landbouwdorp in een stedelijke omgeving door de komst van industrie en de nabijheid van Montbéliard.

## Geografie
De oppervlakte van Valentigney bedroeg op 1 januari 2022 9,74 vierkante kilometer; de bevolkingsdichtheid was toen 1.090,8 inwoners per km². De Doubs stroomt door de gemeente.
De onderstaande kaart toont de ligging van Valentigney met de belangrijkste infrastructuur en aangrenzende gemeenten.

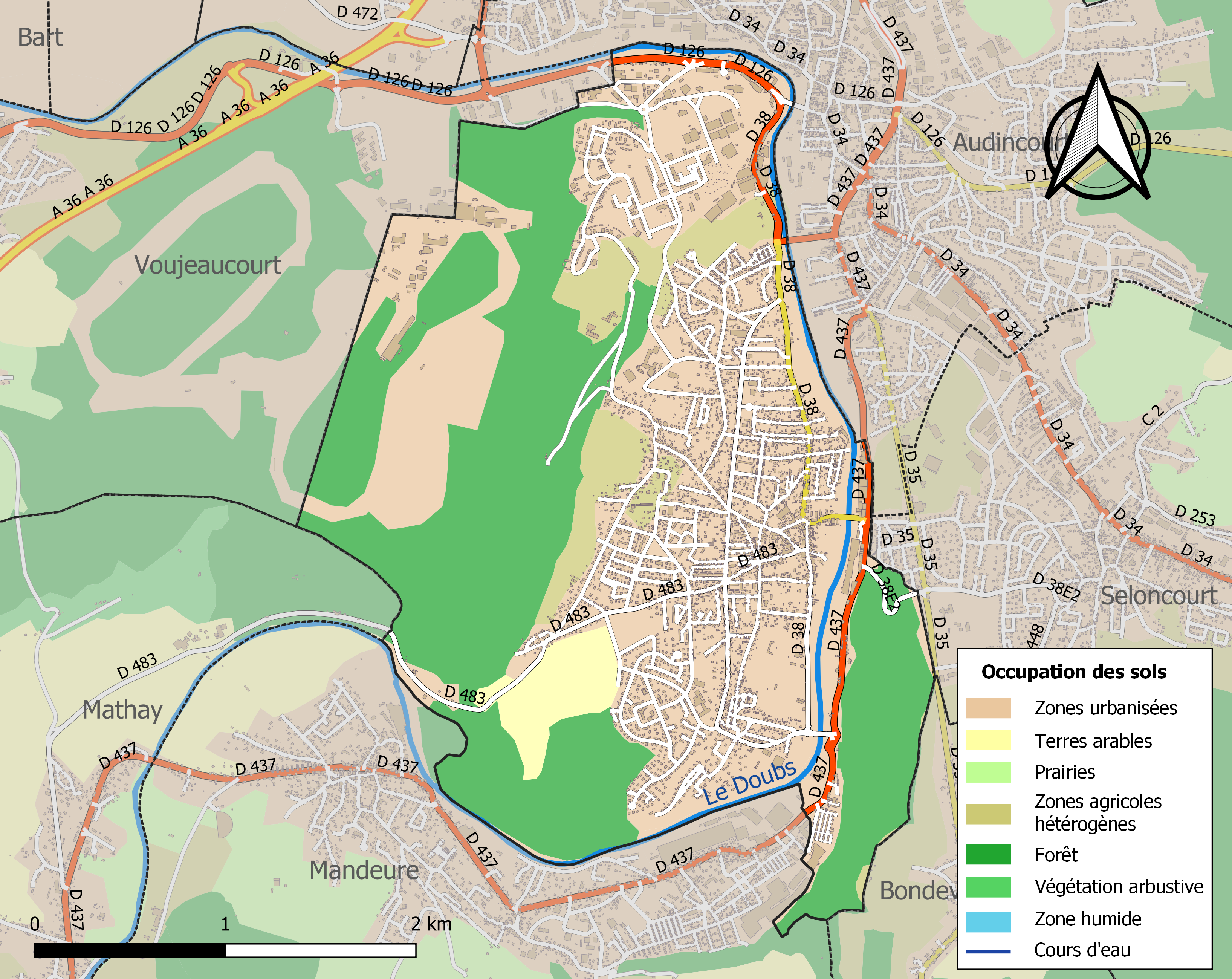

## Demografie
Onderstaande figuur toont het verloop van het inwonertal (bron: INSEE-tellingen).

## Geboren
- Jules Goux (1885-1965), autocoureur[3]
- Georges Boillot (1884-1916), autocoureur en piloot

## Afbeeldingen

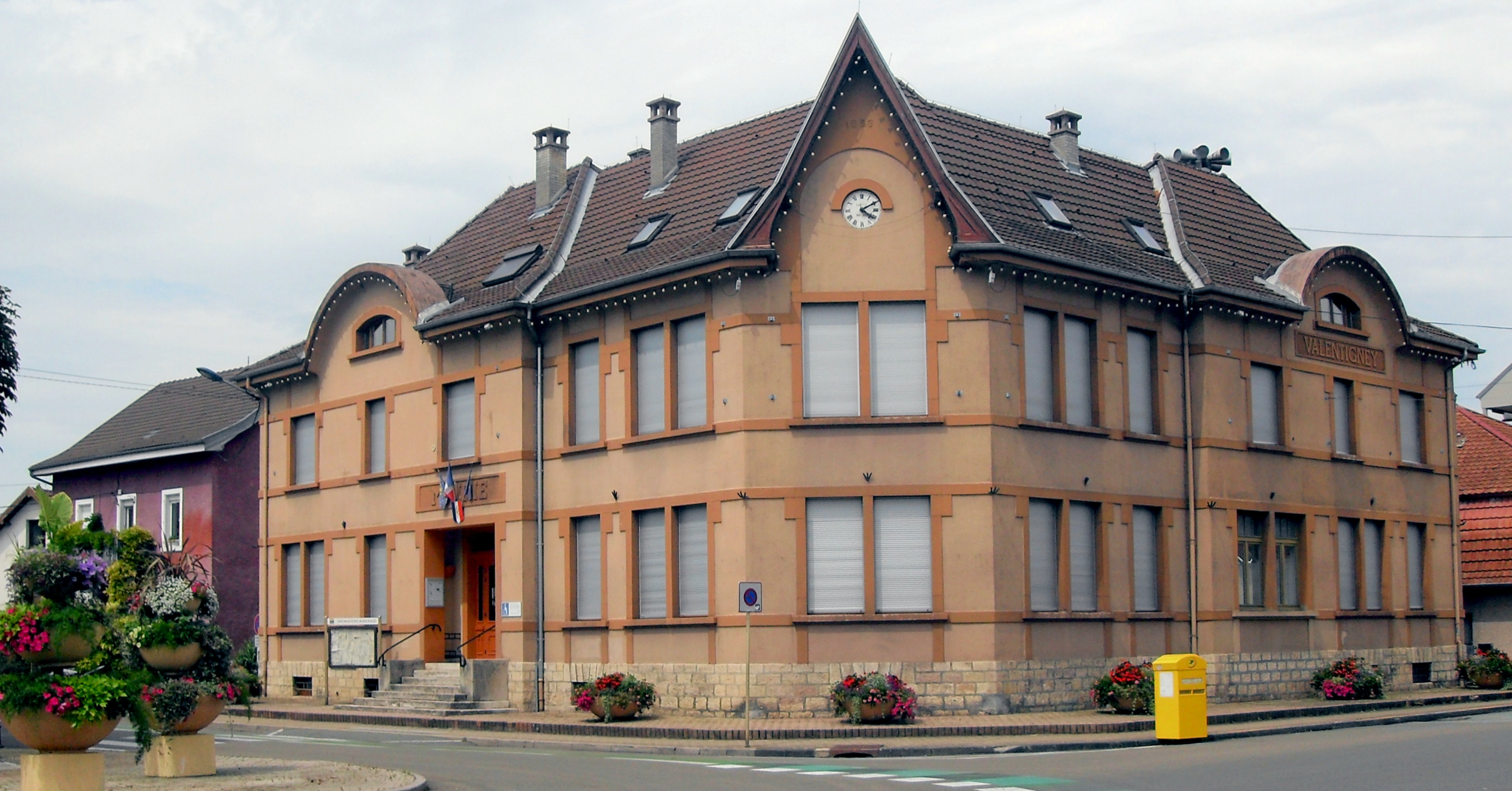
Gemeentehuis
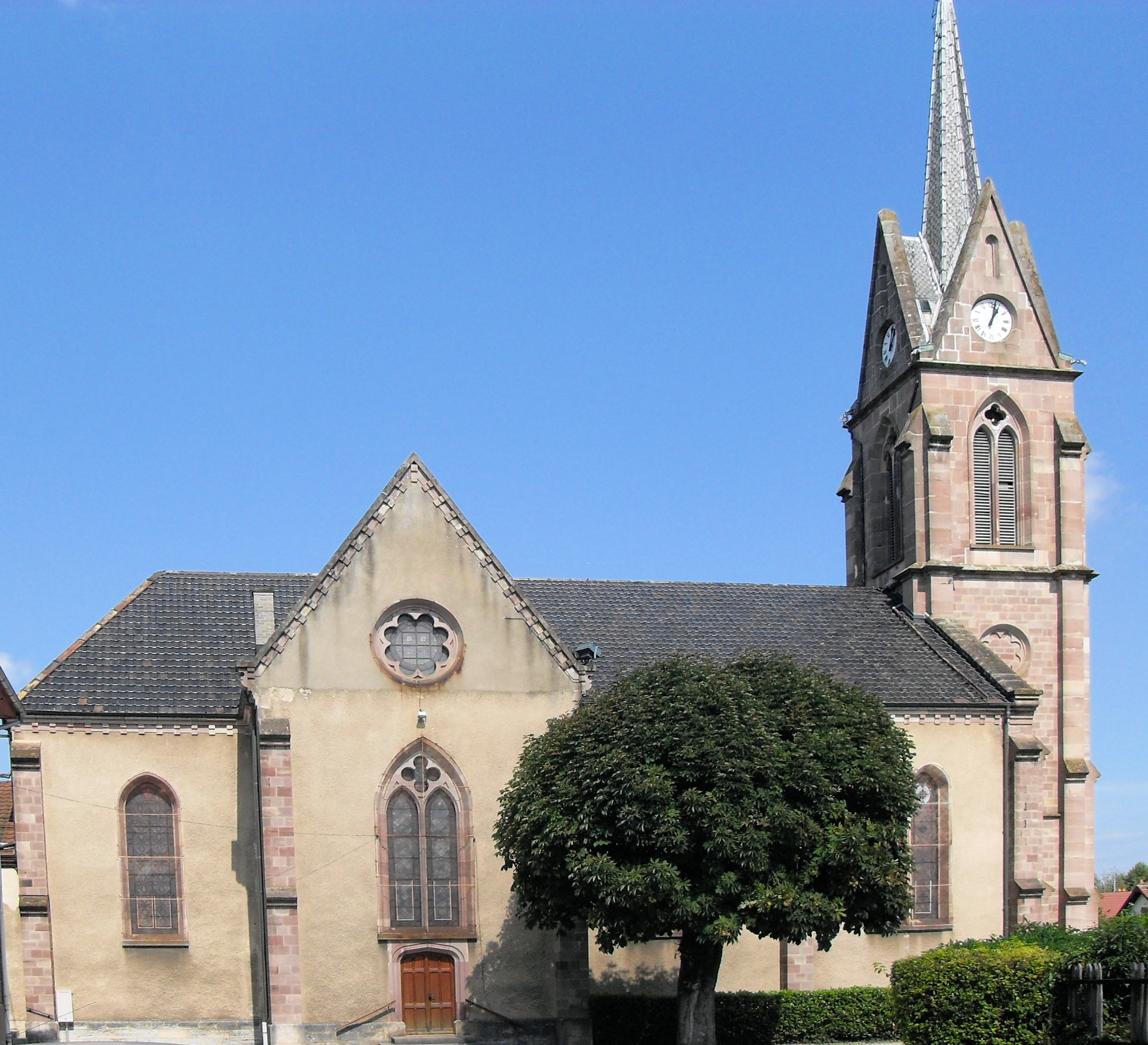
Protestantse kerk
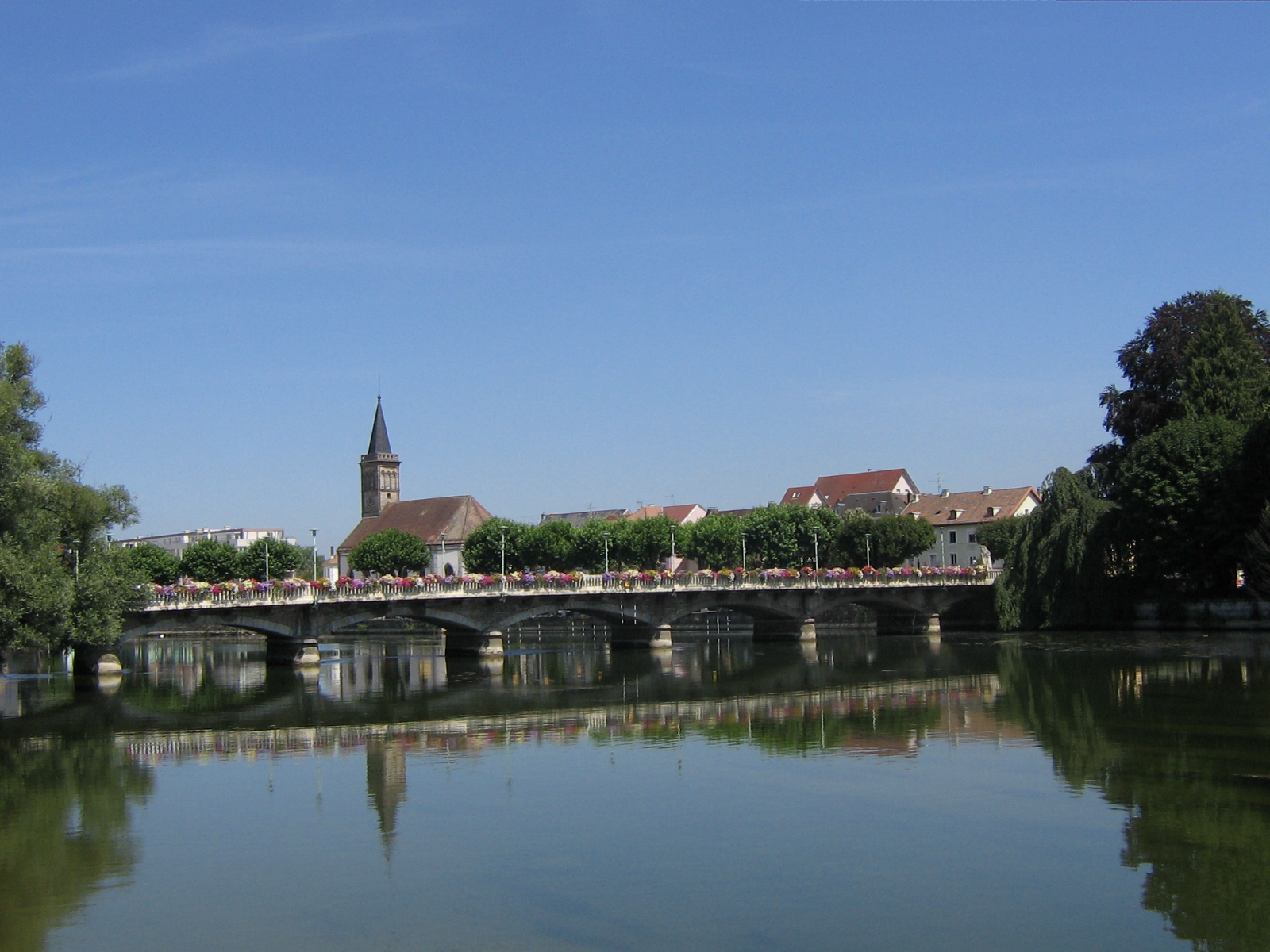
Brug over de Doubs en de protestantse kerk
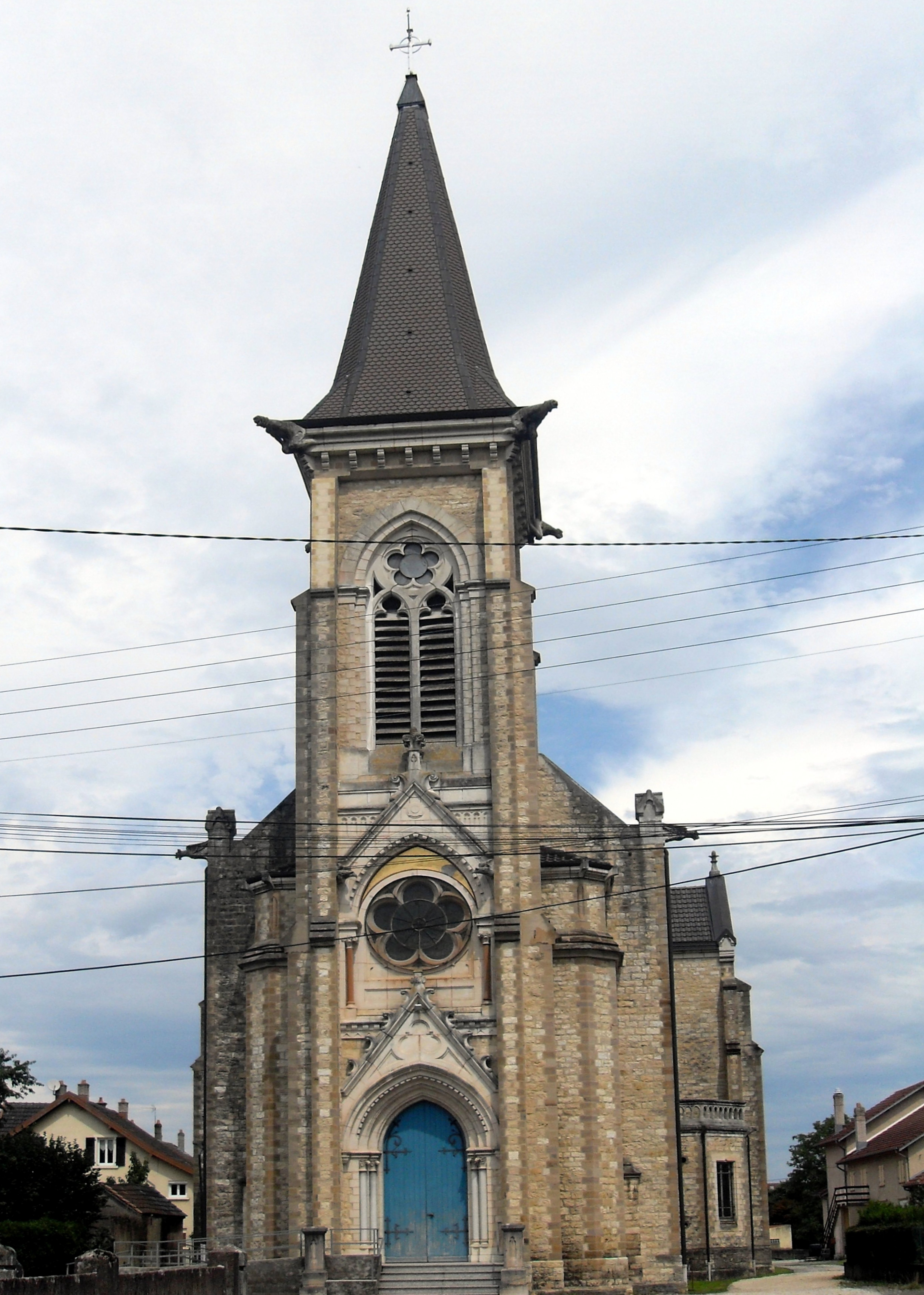
Katholieke kerk